# 第六三一海軍航空隊
第六三一海軍航空隊（だい631かいぐんこうくうたい）は、日本海軍の部隊の一つ。太平洋戦争末期にパナマ運河爆撃を目指して編制し、実施に至ることなく終戦を迎えた。

## 沿革
マリアナ諸島陥落を機に、長らく構想されていたパナマ運河破壊を実施に移すべく、伊四百型潜水艦と特殊攻撃機晴嵐を組み合わせて運用する部隊として、第一潜水隊と六三一空が編制された。3機の水上機を搭載できる伊四百型潜水艦を母艦とし、晴嵐による奇襲爆撃を試みた。しかし母艦・艦載機とも生産が遅れ、実施する機会を失っていた。第一潜水隊と六三一空は一体運用を図るために、有泉司令はじめ首脳部は兼職となった
- 1944年 (昭和19年)

12月15日　鹿島水上機基地で開隊。第六艦隊直属。本隊は鹿島で瑞雲を用い練成に従事。首脳部は横須賀海軍航空隊で晴嵐のテストを続行。
12月16日　母艦第一号として伊号第十三潜水艦竣工。
12月30日　伊号第四百潜水艦竣工、第一潜水隊を結成。伊号第四百一潜水艦は1945年1月8日、伊号第十四潜水艦は3月14日竣工。
- 1945年 (昭和20年)

1月20日　六三一空は呉水上機基地に移転、晴嵐による本格練成開始。
3月5日　屋代島に移転、潜水隊との共同訓練開始。
4月2日　米軍の機雷投下敷設により福山海軍航空隊に移転。
5月下旬　七尾湾への退避決定、舞鶴経由で七尾へ飛行。母艦潜水隊は6月5日七尾着。
1945年6月上旬、パナマ奇襲攻撃案棄却、「嵐作戦（ウルシー環礁奇襲計画）」に着手。
6月20日　「光作戦」発動（ウルシー環礁偵察隊をトラック環礁に搬送する潜水艦輸送作戦）。伊十三・伊十四は晴嵐を揚陸、積荷の彩雲受領のため舞鶴へ出航。
6月22日　嵐作戦完了後の第二次作戦に備え、地上要員をシンガポールに派遣。伊号第三五一潜水艦に便乗し佐世保出航、無事到着。
7月中旬　伊十三は11日、伊十四は17日、大湊を出撃。伊十三は消息不明、伊十四は8月4日トラック着。
7月下旬　「嵐作戦」発動。晴嵐計6機とともに伊四百・伊四百一大湊出撃（日時は航海日誌を処分したため不明）。
8月8日　福山水上機基地に空襲被害。
8月16日　第六艦隊より正式に帰還命令発令。環礁爆撃前日に反転。帰還中に晴嵐は全機海没処分。
8月29日　伊四百・伊四百一ともに米軍により拿捕。有泉司令自決。
8月31日　横須賀に全艦帰港。
一度も作戦を実施することなく、六三一空は終戦とともに解散した。その割りに、壮大な計画に従事しただけあって、福山の本隊だけではなく、トラックやシンガポールにも要員が派遣されており、総員の帰還が完了するまで多くの時間を要した。

## 主力機種
- 晴嵐…嵐作戦の本務機。
- 彩雲…嵐作戦の事前偵察機。
- 瑞雲…晴嵐調達までの練習機。

## 歴代司令
- 有泉龍之助 大佐：昭和19年12月15日 - 昭和20年8月29日自決。ただし8月31日とする説もある（『陸海軍将官人事総覧 海軍篇』では8月29日、半藤一利著『戦死の遺書』文春文庫1995年では8月31日）。※第一潜水隊司令兼任
- 昭和20年8月29日以後空席